# 12e cérémonie des Chlotrudis Awards
La 12e cérémonie des Chlotrudis Awards, décernés par la Chlotrudis Society for Independent Film, a eu lieu le 19 mars 2006 et a récompensé les meilleurs films indépendants de l'année précédente.

## Palmarès

### Meilleur film
- Truman Capote (Capote) – Réal. : Bennett Miller
  - 2046 – Réal. : Wong Kar-wai
  - Nos meilleures années (La meglio gioventù) – Réal. : Marco Tullio Giordana
  - Le Secret de Brokeback Mountain (Brokeback Mountain) – Réal. : Ang Lee
  - Moi, toi et tous les autres (Me and You and Everyone We Know) – Réal. : Miranda July
  - Mysterious Skin – Réal. : Gregg Araki

### Meilleur réalisateur
- Ang Lee pour Le Secret de Brokeback Mountain (Brokeback Mountain)
  - George Clooney pour Good Night and Good Luck.
  - Werner Herzog pour Grizzly Man
  - Kim Ki-duk pour Locataires (빈집)
  - Hirokazu Koreeda pour Nobody Knows
  - Bennett Miller pour Truman Capote (Capote)
  - Wong Kar-wai pour 2046

### Meilleur acteur
- Philip Seymour Hoffman pour le rôle de Truman Capote dans Truman Capote (Capote)
  - Mathieu Amalric pour le rôle d'Ismaël Vuillard dans Rois et reine
  - Romain Duris pour le rôle de Thomas Seyr dans De battre mon cœur s'est arrêté
  - Bruno Ganz pour le rôle d'Adolf Hitler dans La Chute (Der Untergang)
  - Heath Ledger pour le rôle d'Ennis del Mar dans Le Secret de Brokeback Mountain (Brokeback Mountain)
  - David Strathairn pour le rôle d'Edward R. Murrow dans Good Night and Good Luck

### Meilleure actrice
- Marilou Berry pour le rôle de Lolita Cassard dans Comme une image
  - Emmanuelle Devos pour le rôle de Nora Cotterelle dans Rois et reine
  - Kate Dollenmayer pour le rôle de Marnie dans Funny Ha Ha
  - Ronit Elkabetz pour le rôle de Ruthie dans Mon trésor (Or (My Treasure))
  - Natalie Press pour le rôle de Mona dans My Summer of Love

### Meilleur acteur dans un second rôle
- Jeff Daniels pour le rôle de Bernard Berkman dans Les Berkman se séparent (The Squid and the Whale)
  - Paddy Considine pour le rôle de Phil dans My Summer of Love
  - Jesse Eisenberg pour le rôle de Walt Berkman dans Les Berkman se séparent (The Squid and the Whale)
  - Brandon Ratcliff pour le rôle de Robby Swersey dans Moi, toi et tous les autres (Me and You and Everyone We Know)
  - Jeffrey Wright pour le rôle de Winston dans Broken Flowers

### Meilleure actrice dans un second rôle
- Catherine Keener pour le rôle de Harper Lee dans Truman Capote (Capote)
  - Corinna Harfouch pour le rôle de Magda Goebbels dans La Chute (Der Untergang)
  - Sandra Oh pour le rôle de Carol French dans Wilby Wonderful
  - Robin Wright Penn pour le rôle de Diana dans Nine Lives
  - Yeom Jeong-a pour le rôle d'Eun-joo dans Deux sœurs (장화, 홍련)
  - Zhang Ziyi pour le rôle de Bai Ling dans 2046

### Meilleure distribution
- Moi, toi et tous les autres (Me and You and Everyone We Know)
  - Nos meilleures années (La meglio gioventù)
  - Happy Endings
  - Nobody Knows (誰も知らない)
  - Les Berkman se séparent (The Squid and the Whale)
  - Wilby Wonderful

### Meilleur scénario original
- Moi, toi et tous les autres (Me and You and Everyone We Know) – Miranda July
  - Locataires (빈집) – Kim Ki-duk
  - Nos meilleures années (La meglio gioventù) – Sandro Petraglia et Stefano Rulli
  - Les Berkman se séparent (The Squid and the Whale) – Noah Baumbach
  - Wilby Wonderful – Daniel MacIvor

### Meilleur scénario adapté
- Le Secret de Brokeback Mountain (Brokeback Mountain) – Larry McMurtry et Diana Ossana
  - Truman Capote (Capote) – Dan Futterman
  - Mysterious Skin – Gregg Araki
  - Old Boy (올드보이) – Hwang Jo-yun, Lim Chun-hyeong, Lim Joon-hyung et Park Chan-wook
  - Tony Takitani (トニー滝谷) – Jun Ichikawa

### Meilleur design visuel
- 2046
  - Good Night and Good Luck.
  - Memories of Murder (살인의 추억)
  - Tony Takitani (トニー滝谷)
  - La Vérité nue (Where the Truth Lies)

### Buried Treasure
- The Edukators (Die fetten Jahre sind vorbei)
  - Crustacés et Coquillages
  - Torremolinos 73
  - Tropical Malady (สัตว์ประหลาด)
  - Whisky

### Meilleur film documentaire
(ex æquo)
- Born into Brothels (Born into Brothels: Calcutta's Red Light Kids)
- Murderball
  - Double Dare
  - Grizzly Man
  - In the Realms of the Unreal

### Meilleur court métrage
- Jellybaby
  - Darling Darling
  - Disposition
  - Expats
  - Handshake
  - Landslag
  - My Scarlet Letter
  - Tahara
  - Thug
  - Tom-cat

### Career So Far Award
- Maury Chaykin